# Hametsu no Mars
Hametsu no Mars (破滅のマルス?), conosciuto anche col titolo inglese di Mars of Destruction, è un videogioco d'avventura sviluppato dalla casa Idea Factory. Uscito nel 2005 per la console PlayStation 2, il titolo è stato adattato in animazione nello stesso anno, uscendo come OAV. Assieme al gioco uscì anche un drama-CD.
Sia il gioco che l'anime impiegano in diverse scene brani di musica classica di Richard Wagner e Ludwig van Beethoven.

## Trama
Una nave spaziale di ritorno da un viaggio su Marte ha scoperto una misteriosa rovina sulla superficie del pianeta. Il velivolo che ha recuperato le reliquie e sta per far ritorno sulla Terra esplode nell'atmosfera e schianta contro il Giappone. Da quel momento hanno iniziato ad apparire alcuni mostri chiamati Ancient (Antichi) che vogliono portare il caos ovunque. Pochi mesi dopo la narrazione di questi eventi, una squadra di giovani combattenti chiamata AAST (Anti unidentified Ancients Special Team) iniziano la loro battaglia contro gli Ancient dove il loro asso nella manica sarà una speciale tuta protettiva chiamata Marth.

## Modalità di gioco
La storia si compone in cinque capitoli. Il gameplay mischia elementi dei giochi d'avventura a quello delle visual novel. Il sistema di combattimento è denominato DCB (Double Circle Battle), dove vengono visualizzati sulla sinistra dello schermo un cerchio blu che indica la difesa mentre sul lato destro un cerchio rosso che rappresenta l'attacco del personaggio. Successivamente apparirà un'icona che si sposterà tra i due cerchi ed un'altra che invece rimarrà ferma all'interno della circonferenza; quando le due si soprapporranno, il giocatore dovrà premere il tasto corrispondente al momento giusto per completare l'input del quick time event. Se si avrà successo, il cerchio dell'attacco ridurrà gradualmente la salute del nemico, se invece si sbaglia il cerchio della difesa del protagonista comincerà a svuotarsi, finendo per indebolirsi. Se si riesce a ridurre la forza fisica dell'avversario a zero entro il turno specificato, si vincerà la battaglia, se invece capiterà il contrario si verrà invece sconfitti. Inoltre, il tempo è limitato e il risultato finirà per modificare gli scenari successivi in base al risultato ottenuto. Il gioco è intervallato dai dialoghi con gli sprite dei personaggi e scene anime.

## Personaggi
Takeru Hinata (日向 タケル?, Hinata Takeru)
Doppiato da: Nozomu Taiga
Membro dell'AAST, un'organizzazione che si batte contro gli Ancient (Antichi). Non gli piace litigare e tende ad essere accondiscendente con le persone. È uno dei pochi utilizzatori di Marth (マルス?, Marusu), ovvero una serie di indumenti protettivi speciali per proteggere l'umanità dagli Ancient. Questa particolare veste, simile ad un'armatura futuristica, può essere indossata solo da coloro che hanno determinati anticorpi e un DNA compatibile. Quando viene utilizzata, può esercitare un potere che va al di là delle capacità degli esseri umani, ma gradualmente finisce per mutare la personalità dell'utilizzatore trasformandolo in uno spietato guerriero, e dopo dieci minuti finisce per far perdere il controllo, diventando un tutt'uno con gli indumenti.
Aoi Kurita (栗田 葵?, Kurita Aoi)
Doppiata da: Minori Chihara
Una donna dalla personalità seria ed entusiasta. Non gli piacciono le persone problematiche e spesso si preoccupa di Takeru.
Tomoe Nakahara (中原 巴?, Nakahara Tomoe)
Doppiata da: Erina Nakayama
Leader dei membri dell'AAST. È una ragazza molto calma e che agisce secondo le proprie convinzioni.
Unno Yamabuki (海野 山吹?, Yamabuki Unno)
Doppiata da: Asuka Aizawa
Una dojikko autodidatta. È un po' negligente, ma mostra delle grandi abilità solo nei campi che le interessano.
Shizuka Isoyuki (磯之 静?, Isoyuki Shizuka)
Doppiata da: Kaori Nazuka
Una ragazza che fa da sorella maggiore agli altri membri del gruppo, tiene sempre un comportamento educato con tutti. Tiene sempre la mente lucida e questa sua caratteristica è stata più volte presa in considerazione dal suo capitano.
Kyoko Kawagoe (川越 京子?, Kawagoe Kyōko)
Doppiata da: Yukari Kawabuchi
Capitano dell'AAST e capo di Takeru. È un'incurabile realista.
Soma Shigeru (相馬 シゲル?, Shigeru Sōma)
Il primo membro AAST maschio che non sia Takeru; appare a metà della storia. Sebbene segua la via del budō, non mostra alcun talento particolare. Nel corso del gioco avrà modo di avvicinarsi a Takeru e ad una delle eroine.

## OAV
L'8 luglio 2005 uscì un omonimo OAV promozionale del videogioco distribuito da King Records. La trasposizione animata adatta esclusivamente il primo capitolo del titolo videoludico, riciclando gran parte delle scene animate originali del gioco inserendone di nuove e cambiando l'ordine di alcune di esse. L'anime impiega nelle scene d'azione, invece che composizioni originali, brani di musica classica di maestri quali Richard Wagner (La Valchiria) e Ludwig van Beethoven.
La storia è ambientata nel 2010, dove si spargono nell'atmosfera terrestre le polveri dei frammenti marziani che si supponeva contenessero DNA alieno. Inspiegabilmente, l'assunzione delle polveri provoca in alcuni umani una mostruosa trasformazione in creature letali, capaci di sparare laser mortali dalla cavità orale. Per combattere la minaccia viene impiegato un corpo speciale dell'esercito; ad affiancarlo vi è inoltre Takeru Hinata, equipaggiato con una tuta capace di potenziare le prestazioni umane, invenzione del padre. Restio ad accettare la sua missione e le responsabilità addossategli dal padre, Takeru deve comunque affrontare gli invasori ed è proprio durante una disperata battaglia contro di loro che fa una scioccante scoperta: l'alieno mutante che lo fronteggia gli confida, prima di morire, che in realtà sono proprio gli umani i veri invasori extraterrestri ad aver occupato il suolo terrestre.

## Accoglienza
Hametsu no Mars ha ottenuto un punteggio di 21/40 dalla rivista Famitsū, basato sulla somma dei punteggi (da 0 a 10) dati al gioco da quattro recensori della rivista.
Stephanie Donaldson e Jacki Jing di Anime News Network classificarono l'adattamento animato come uno dei cinque peggiori anime horror, ritenendolo un episodio di venti minuti composto da decisioni molto confuse messe insieme. I due redattori trovarono ridicolo l'inserimento della musica di Beethoven durante le scene di combattimento così come il finale.
Carlos Ross di THEM Anime recensì a sua volta la versione animata e affermò che l'unica caratteristica lontanamente degna di ricevere degli elogi era il design delle ragazze, che era relativamente carino, dato che sembrava quello di fan art ben realizzate. Tutto il resto si rivelava terribile, dai personaggi per nulla caratterizzati alla totale assenza di sviluppo degli stessi. Secondo il recensore, l'animazione degli scontri era orribile, con una CG a livello studentesco, fermo immagini e un frame rate che faceva sembrare quello di Genji monogatari un rave. La colonna sonora si rivelava involontariamente divertente in quanto durante i combattimenti si potevano udire dei brani di musica classica a basso costo realizzati con un sintetizzatore Casio e in gran parte completamente inadatte al contesto in cui venivano usati. Ross criticò aspramente anche il doppiaggio. 
A luglio 2020 risultava essere l'anime con il punteggio più basso in assoluto sul sito MyAnimeList.
Anthony Gramuglia di Comic Book Resources trovò che Hametsu no Mars avesse copiato elementi da Blue Gender e Evangelion, in particolar modo da quest'ultimo.I personaggi parlavano utilizzando registrazioni d'archivio che servivano solamente a portare avanti la trama ed era difficile preoccuparsi per il livello di violenza presente perché nessuno dei membri del cast era importante. Secondo lo stesso Gramuglia ciò che rendeva ridicolo quest'anime era il modo in cui cercava di presentare temi seri pur essendo incapace di coinvolgere tematicamente o emotivamente il suo pubblico. Anche il discorso finale fatto da uno dei mostri prima dei titoli di coda era insensato, dato che aveva passato metà dell'anime a ferire i civili senza dare una giustificazione degna delle sue azioni. La trama era ritenuta pessima così come la qualità tecnica a risparmio, dove l'animazione consisteva principalmente in fotogrammi fissi dove nessuno si muoveva e la lentezza della regia non aiutava. I personaggi erano distinguibili solo dal colore dei capelli e dal sesso, inoltre per lo più parlavano fuori campo in modo che gli animatori potessero evitare di animare le labbra. Le scene d'azione erano involontariamente comiche, con i personaggi che sparavano rimanendo sempre rigidi e quando morivano i loro corpi esplodevano senza mai cadere a terra. La musica era anche essa terribile, spesso assente e quando la si poteva udire era costituita da file MIDI di pubblico dominio che spesso erano poco adatti alla scena mostrata ed eseguendo dei bruschi tagli durante le note medie. Gli effetti sonori erano ripetitivi, come ad esempio quello dei passi oppure delle spade energetiche che trafiggevano un mostro, i quali rimanevano sempre i medesimi per tutta la durata dell'opera. In conclusione si qualificava a malapena come un prodotto animato, con una storia narrata a malapena e con pochi meriti al di là della sua incompetenza. Allo stesso tempo era così blando da non risultare nemmeno offensivo e perciò era difficile arrabbiarsi per qualcosa di così inetto.